# Max Wright
George Edward Maxwell Wright (Detroit, Míchigan, 2 de agosto de 1943-Hermosa Beach, California, 26 de junio de 2019),más conocido como Max Wright, fue un actor estadounidense, conocido por su papel de Willie Tanner en la comedia ALF.

## Carrera
El papel más conocido de Wright fue en la comedia de situación ALF (1986-90), donde interpretó al padre de familia Willie Tanner. También hizo apariciones en programas de televisión como WKRP in Cincinnati, y fue miembro habitual del elenco de Misfits of Science, AfterMASH, Buffalo Bill y The Norm Show, además de aparecer en Apocalipsis, la adaptación hecha para la televisión de The Stand de Stephen King. Apareció en la primera y segunda temporada de la comedia Friends como Terry, el gerente de Central Perk. Interpretó a Günter Wendt en la miniserie De la Tierra a la Luna de HBO de 1998 y al Dr. Josef Mengele en Playing for Time.
Wright también tuvo una carrera en teatro y actuó en teatros regionales en todo Estados Unidos. En 1968, apareció en la producción original de La gran esperanza blanca en el Arena Stage en Washington D. C. En 1998, apareció en Broadway en Ivanov, lo que le valió una nominación al Tony, e interpretó a Sir Andrew en Noche de reyes en el Lincoln Center. En 2007, actuó en el JET (Jewish Ensemble Theatre) en Detroit y en la producción de No Man's Land en el American Repertory Theatre. También apareció en la producción del Teatro Público en 2010 de Cuento de invierno y El mercader de Venecia en los festivales de Shakespeare in the Park.

## Vida personal
Wright estuvo casado con Linda Ybarrondo desde 1965 hasta la muerte de ella en 2017 por cáncer de mama.
La pareja tuvo dos hijos.
En enero de 2000, Wright fue arrestado bajo sospecha de conducir en estado de ebriedad en Los Ángeles; en aquel momento aparecía en The Norm Show.
 Wright fue arrestado nuevamente por conducir en estado de ebriedad en 2003.

## Muerte
En 1995, se le diagnosticó linfoma, que fue tratado con éxito y permaneció en remisión hasta 2019. El 26 de junio de 2019, Wright murió de linfoma a la edad de 75 años en su hogar en Hermosa Beach, California.

## Filmografía

### Cine
- Last Embrace (1979)
- All That Jazz (1979)
- Simon (1980)
- Reds (1981)
- The Sting II (1983)
- The Boy Who Loved Trolls (1984)
- Fraternity Vacation (1985)
- Touch And Go (1986)
- El baile de las princesas (1986)
- Soul Man (1986)
- Going to the Chapel (1988)
- La sombra (1994)
- Grumpier Old Men (1995)
- El sueño de una noche de verano (1999)
- Snow Falling on Cedars (1999)

### Televisión
- In Fashion (1974)
- Red Alert (1977)
- Playing for Time (1980)
- For Ladies Only (1981)
- Hart to Hart (1 episodio, 1982)
- CBS Afternoon Playhouse (1 episodio, 1982)
- WKRP in Cincinnati (2 episodios, 1982)
- Taxi (1 episodio, 1982)
- Tales from the Darkside (1 episodio, 1983)
- Buffalo Bill (25 episodios, 1983-1984)
- AfterMASH (1 episodio, 1984)
- E/R (1 episodio, 1984)
- Scandal Sheet (1985)
- Code Name: Foxfire (1985)
- Benson (1 episodio, 1985)
- Konrad (1985)
- Misfits of Science (16 episodios, 1985-1986)
- ALF (102 episodios, 1986-1990)
- Cheers (2 episodios, 1986)
- Comedy Factory (1 episodio, 1986)
- Liberty (1986)
- Faerie Tale Theatre (1 episodio, 1987)
- Murder, She Wrote (1 episodio, 1991)
- Ghostwriter (1 episodio, 1992)
- Quantum Leap (2 episodios, 1992)
- The Powers That Be (1 episodio, 1992)
- Dudley (1993)
- Murphy Brown (1 episodio, 1993)
- Roc (1 episodio, 1993)
- Monty (1 episodio)
- Apocalipsis (Miniseries, 1994)
- White Mile (1994)
- A Mother's Gift (1995)
- Friends (2 episodios, 1994-1995)
- The John Larroquette Show (1 episodio, 1996)
- Early Edition (1 episodio, 1996)
- High Incident (1 episodio, 1996)
- Dead by Midnight (1997)
- From the Earth to the Moon (Miniseries, 1998)
- Twelfth Night, or What You Will (1998)
- Mad About You (1 episodio, 1998)
- The Drew Carey Show (1 episodio, 1999)
- The Norm Show (49 episodios, 1999-2001)
- A Minute with Stan Hooper (1 episodio, 2003)
- Back to Norm (2005)